# République de Markovo
31 octobre 1905 – 18 juin 1906
Entités précédentes :
- Empire russe

Entités suivantes :
- Empire russe

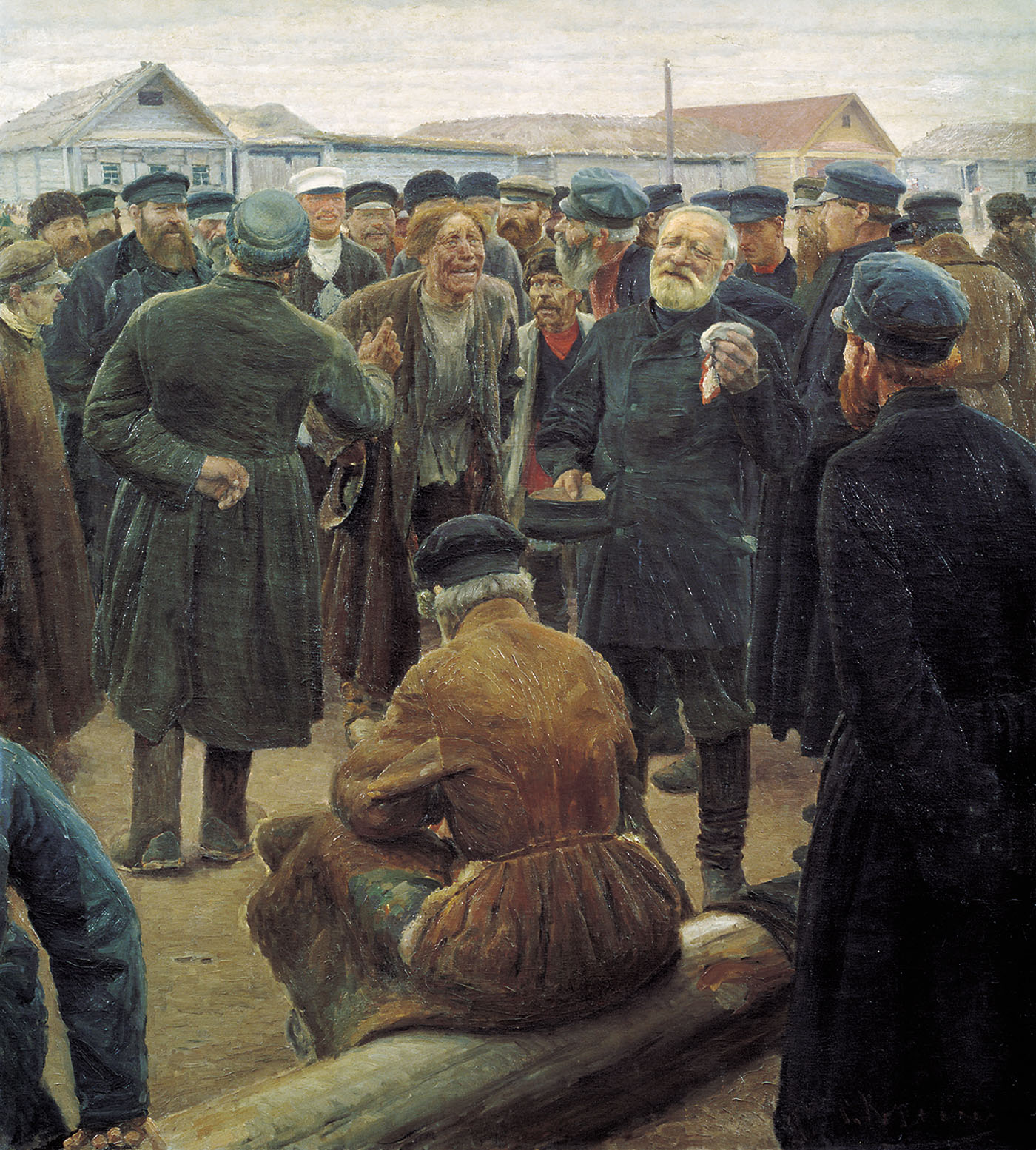
Réunion d'une communauté rurale russe
Tableau de Sergueï Korovine -1893

La République de Markovo  (russe : Марковская республика) a été une courte république autonome, faisant suite à une insurrection paysanne dans le volost de Markovo, à proximité de Lotochino, dans l'ouiezd de Volokolamsk du gouvernement de Moscou pendant la révolution russe de 1905. Elle a duré du 31 octobre 1905 au 18 juin 1906.

## Origines
Le volost de Markovo se situe à 150 km à l'ouest de Moscou. Il comprend sur son territoire quatre bourgs importants : Markovo, Kornevckoe, Doulepovo, Frolovskoe, Strechhvi Gori, avec une population de plus de 6 000 personnes. Les conditions naturelles n'étaient pas favorables pour l'agriculture. À cause de la pauvreté du sol, les paysans sont contraints d'acheter leur pain et d'emprunter du grain aux propriétaires pour leur consommation personnelle. Cette situation les obligeait à occuper des emplois saisonniers à Moscou et à Petersbourg, et aussi à exercer les métiers de tisserands, bourreliers, etc.
La réforme de 1861 et l'abolition du servage n'apportèrent pas de changements significatifs. La terre fut partagée de telle façon, que la population paysanne n'obtint que de petites parcelles, disséminées de plus souvent dans celles des propriétaires, ce qui obligeait le paysan à conclure des baux dans des conditions hautement défavorables. 
Cependant, grâce à l'action d'agronomes et d'enseignants locaux, le volost connut un certain développement dans les années 1900. Le niveau d'instruction élémentaire rejoignit ainsi par exemple la moyenne russe, et l'agriculture utilisait plus des méthodes développées. À partir de 1901, quand les 300 ouvriers d'une usine textile mènent avec succès une grève de deux mois pour augmenter les salaires et améliorer le niveau de vie, l'agitation commence chez les paysans.

## Proclamation de la République
L'été 1905, après la réunion à Moscou du congrès des unions paysannes, Ivan Ivanovitch Ryjov est élu syndic du volost, à côté de l'enseignant local V. N. Nikolski, délégué du volost. En tirant parti de son poste, Ryjov aide à la diffusion d'informations sur les événements dans le pays et d'écrits révolutionnaires, et commence à organiser une garde paysanne.
Les troubles et les soulèvements ouvriers et paysans qui gagnent la Russie au cours de la Révolution de 1905 déclenchent un mouvement de solidarité dans la population du volost. Le 31 octobre 1905, une assemblée rurale est convoquée pour prendre des décisions cruciales sur des questions administratives relatives au volost et à l'ensemble du pays. Viennent également à l'assemblée des paysans de Markovo quelques habitants des campagnes des gouvernements voisins de Moscou et de Tver.
L'agronome A. A. Zoubrilini fait lecture à l'assemblée d'une « sentence » ((ru)Приговор), une liste de revendications en 12 points, élaborée par l'union des paysans. Le document exige l'abolition des privilèges, la liberté d'expression, de publication et de réunion, l'éducation gratuite de tous les enfants et l'inviolabilité de propriété. Il demande aussi la mise en place d'une Douma locale, à laquelle les ministres et les fonctionnaires de l'Etat devraient rendre compte.
Après des débats tempétueux, la décision est prise de ne plus se soumettre aux autorités impériales : la république est proclamée, le paiement des impôts et la circonscription pour l'armée suspendus. Piotr Alekseievith Bourchine est élu président de la République, et Ryjov, Nikolski et les paysans Z. I. Sokolov, G. Z. Sokolov et Troubetski entrent dans son gouvernement. Par la suite, pendant la république de Markovo, les revendications de l'abolition de l'autocratie et la convocation d'une assemblée constituante sont ajoutées à la « sentence ».

## Déroulement
Les terres des grands propriétaires sont expropriées et partagées entre les paysans, en en assignant une partie aux communs. Des coupes de bois sont organisées pour réparer les greniers et les ponts de la collectivité. Un centre de soins infirmiers est ouvert.
Le 9 novembre 1905, des ouvriers textiles de Volokolamsk, à proximité de la république de Markovo, commencent une grève pour une augmentation des salaires et la diminution de la durée journalière du travail. Quand ils ont épuisé tous leurs moyens de subsistance, les paysans de Markovo leur envoient en solidarité un convoi de vivres (20 chariots de pommes de terre et deux de seigle). Des liens sont établis avec d'autres comités d'usine aux alentours. 
À la fin de l'année 1906, un professeur d'histoire de l'université de Chicago, Georges Bracsel, visite Markovo. La « sentence » des paysans sera publiée dans des journaux américains.

## Fin du soulèvement
Après l'échec du soulèvement armé de Moscou, l'ordre est également rétabli dans le volost de Markov. Des arrestations sont faites dans l'intelligentsia locale. A. A. Zoubrilini et l'écrivain S. T. Semenov sont bannis de Russie, I. I. Ryjov est envoyé en exil dans le gouvernement de Tobolsk, en Sibérie occidentale.
Le 18 juin 1906 les cosaques entre sur le territoire, et mettent fin à l'existence de la République. Plus de 300 paysans sont victimes de la répression,mais cela ne met pas fin à la résistance passive : les ordonnances des nouvelles autorités ne sont pas exécutées, les prescriptions des fonctionnaires ignorées, et des incendies sont régulièrement allumés dans les domaines des propriétaires terriens.

## Crédits
- (ru) Cet article est partiellement ou en totalité issu de l’article de Wikipédia en russe intitulé « Марковская республика » (voir la liste des auteurs).